# Miroslava Varáčková
Miroslava Varáčková (Bán, 1981. január 31. –) szlovák író.

## Élete
A szeredi gimnáziumban végzett. Nagyszombatban él és dolgozik. Házas és két gyermeke van. Az első könyve 2009-ben jelent meg. Személyes történeteket ír fiatalok számára, a legtöbb könyve a fantasy műfajba tartozik. Szívesen fordul eredeti témákhoz. Szabadidejében az időt a családjával tölti, velük gyakran kirándul a hegyekbe.

## Művei
- O lásku sa neprosí (2009) Nem kér szerelmet
- Hriech v mene života (2010) Bűn az élet nevében
- Anjeli noci (2010) Az éjszakai angyalok
- Sprevádzačka (2011)
- Prežila som svet (2011) Túléltem a világot
- Obchodníci s nádejou (2012) A remény kereskedői
- Tri kroky do pekla (2013) Három lépés a pokolba
- Nepobozkaná (2014) A képzetlen
- Láska z ulice (2014) Szerelem az utcáról
- Adaptácia (2015) Alkalmazkodás
- Len to nikomu nepovedz (2015) Csak ne mondd senkinek
- Grafitové dievča (2017) Grafitlány
- Drž ma, keď padám (2017) Tartsatok, amikor esni fogok
- Prežila som svet (2017, 2. kiadás) Túléltem a világot
- Spolu to zvládneme (2018) Mi meg tudjuk csinálni együtt
- Anjeli noci (2018, 2. kiadás) Az éjszakai angyalok

## Díjai, elismerései
- A Panta Rhei Awards 2017 – az év szlovák írója – 1. helyezett[1]